# Mercedes-Benz O 120
El Mercedes-Benz O 120 fue concebido como bus urbano y de media distancia (aunque usado para larga distancia también), desarrollo local de Mercedes-Benz, derivado de los O 326 y O 352 de Brasil. Así, construía plataformas para carrozar y chasis sin carrozar que eran finalmente construidos por carroceros. El primer bus con estructura autoportante fabricado en el país por la marca de la estrella. Dos opciones para el O 120: O120 U (URBANO) de 4180mm y el O120 LI de media y larga distancia de 5550mm.

## Ficha técnica

### Motor
- Motor: OM 321
- Ubicación: Trasero
- Ciclo: diésel cuatro tiempos
- Cilindrada (cm³): 5100
- Número de Cilindros: 6
- Diámetro x Carrera (mm): 95 x 120
- Relación de Compresión: 20,8:1
- Potencia (CV/HP): 110/120
- Régimen ((r. p. m.): 3000
- Par Motor (mKg): 33
- Régimen ((r. p. m.): 1600
- Refrigeración: Agua
- Combustible: Gas-Oil
- Sistema de Combustible: inyección
- Consumo de combustible: 195 g/CV/h**
- Consumo de aceite: 0,18 Kg/h**
  - Con régimen máximo de motor.

### Transmisión
- Tracción: Trasera
- Velocidades: 5 + 1 retroceso
- Embrague: Monodisco seco
- Capacidad Combustible (litros): 175

### Pesos
- Peso total admisible (kg): 11600
- Carga sobre el eje trasero (kg): 7600
- Carga sobre el eje delantero (kg): 4000

### O 120 U / 0 120 LI
- Largo (mm): 9230 / 10600
- Ancho (mm): 2500
- Alto (mm): 2830
- Distancia entre Ejes (mm): 4180 / 5550
- Trocha Delantera (mm): 1875
- Trocha Trasera (mm): 1700

### Frenos
- Frenos de pie: hidráulico en las cuatro ruedas con servocamara de aire comprimido.
- Freno de mano: con palanca actuando sobre las ruedas traseras.

### Suspensión
- Suspensión Delantera: Espirales helicoidales con espirales adicionales y amortiguadores telescópicos.
- Suspensión Trasera: Ballestas semielípticas y barra de torsión

### Otros
- Dirección: Bolillas recirculantes
- Ruedas: a disco de acero.
- Llantas: 7,20 de base achanflanada
- Neumáticos: 9,00 20 de 12 telas
- Generador Eléctrico: Dinamo 600 vatios/12 voltios. Batería de 180 A/h 12 voltios.
- Engrase: por niples